# Pirson
Pirson is een Belgisch historisch merk van motorfietsen.
Volgens "Paul Kelecom: Monographie des Industries du Bassin de Liège, Industrie du Cycle et de l'Automobile, Paul Kelecom, Liège 1905" produceerde dit bedrijf in aan het prille begin van de twintigste eeuw (in elk geval al vóór 1905) motorfietsen in Luik, maar er is verder niets over bekend.